# 学士（人間科学）
学士（人間科学）（がくし にんげんかがく）は、学士の学位の一つで、その日本語訳である。英語ではBhSc (Bachelor of Human Science)と表記される。
人間科学は人間の諸問題に科学的に研究する総合的科学で、その学問領域も心理学や栄養学、健康福祉学などきわめて学際的であることが特徴である。主に、四年制大学の人間科学部ないし人間科学科などで授与される学位であるが、大学によっては別の学位を授与する例もある。以下は当該学位の授与大学の主な例である。
| 学士（人間科学）の学位を取得できる大学の例 | 学士（人間科学）の学位を取得できる大学の例 | 学士（人間科学）の学位を取得できる大学の例                          | 学士（人間科学）の学位を取得できる大学の例 | 学士（人間科学）の学位を取得できる大学の例 |
| 日本の例                                   | 日本の例                                   | 日本の例                                                            | 日本の例                                   | 日本の例                                   |
| 大学                                       | 学部                                       | 学科                                                                | 専攻                                       | 備考                                       |
| ------------------------------------------ | ------------------------------------------ | ------------------------------------------------------------------- | ------------------------------------------ | ------------------------------------------ |
| 大阪大学                                   | 人間科学部                                 | 人間科学科                                                          |                                            |                                            |
| 大阪国際大学                               | 人間科学部                                 | - 心理コミュニケーション学科 - 人間健康科学科 - スポーツ行動学科    |                                            |                                            |
| 金城学院大学                               | 人間科学部                                 | - 現代子ども学科 - 心理学科 - 芸術表現療法学科 - 芸術・芸術療法学科 |                                            |                                            |
| 神戸松蔭学院女子大学                       | 人間科学部                                 | - こども発達学科 - ファッション・ハウジングデザイン学科             |                                            |                                            |
| 大正大学                                   | 人間学部                                   | 人間科学科                                                          |                                            |                                            |
| 東洋英和女学院大学                         | 人間科学部                                 | - 人間科学科 - 保育子ども学科                                       |                                            |                                            |
| 常磐大学                                   | 人間科学部                                 | - 心理学科 - 教育学科 - コミュニケーション学科 - 健康栄養学科       |                                            |                                            |
| 人間総合科学大学                           | 人間科学部                                 | 人間科学科                                                          |                                            |                                            |
| 文教大学                                   | 人間科学部                                 | - 人間科学科 - 臨床心理学科 - 心理学科                              |                                            |                                            |
| 早稲田大学                                 | 人間科学部                                 | - 人間科学環境科 - 健康福祉学科 - 人間情報科学科                    |                                            |                                            |